# Tecla de Icônio
Santa Tecla foi uma virgem e protomártir membro de uma rica e influente família de Icônio. Foi agraciada pela Igreja com o título de "Igual aos Apóstolos" e "protomártir entre as mulheres". Muitas igrejas a ela foram dedicadas, entre as quais uma erigida em Constantinopla por Constantino. Tecla foi a intercessora das orações dos ascetas, tendo sido invocada durante a tonsura de mulheres no monasticismo.

## Biografia
Santa Tecla não é citada na Bíblia, e a única fonte de informações sobre sua vida é o Atos de Paulo e Tecla livro escrito provavelmente no século II e tido como apócrifo. De acordo com o livro, quando o apóstolo Paulo chegou à Icônio se hospedou na casa de Onesíforo, do qual Tecla era vizinho. Nesta altura com 18, prometida a Tamire, Tecla ouve a pregação de São Paulo e então decide dedicar sua vida a pregação do Evangelho. A mãe de Tecla opôs-se aos planos da filha, enquanto seu pretendente delatou Paulo para o prefeito da cidade que o aprisionou.
Subornando os guardas com todo seu ornamento em ouro, Tecla vai ao encontro de São Paulo que lhe transmitiu diversos preceitos paternais. Três dias depois os servos de sua família a encontraram e a levaram a força. Irredutível quanto ao casamento foi, a mando de sua mãe, condenada a fogueira. Segundo a tradição ao entrar no fogo fez o sinal da cruz sobre si mesma, uma luz a cercou e as chamas não conseguiram tocá-la. Uma forte chuva acompanhada com granizo apagou o fogo e seus torturadores dispersaram-se em pavor.
Tecla abandonou a cidade e foi ao encalço de São Paulo que estava em uma caverna nas cercanias da cidade junto de seus companheiros; Tecla acompanhou Paulo em sua viagem de pregação na Antioquia da Pisídia. Na cidade o dignitário Alexandre, vislumbrado por sua beleza, a pede em casamento e novamente a virgem recusa o pedido o que provoca ira em Alexandre que ordena que animais famintos sejam investidos contra ela. Segundo a tradição os animais recusaram-se a tocar nela. Posteriormente Tecla foi amarrara em cordas puxadas por dois bois. Segundo a tradição as cordas arrebentaram como teias de aranha e os bois fugiram. Após tais fatos Tecla é liberta.
Tecla estabeleceu-se em uma região desolada nas proximidades de Selêucia Isáuria onde por muitos anos pregou a palavra de Deus, curou enfermos e converteu pagãos ao cristianismo. Com cerca de 90 anos, feiticeiros pagãos invejando a popularidade de Tecla, enviam seus seguidores para contaminá-la. Segundo a tradição, quando eles estavam próximos, Tecla gritou em súplico a Deus e uma rocha se abriu e escondeu a virgem, que entregou sua alma a ele. Em Ma'loula, na Síria, há um convento, Deir Mar Takla, dedicado a Santa Tecla, construído próximo do local onde a rocha abriu-se para ela. Atualmente parte de suas relíquias está em uma catedral em Milão.

## Culto a Santa Tecla

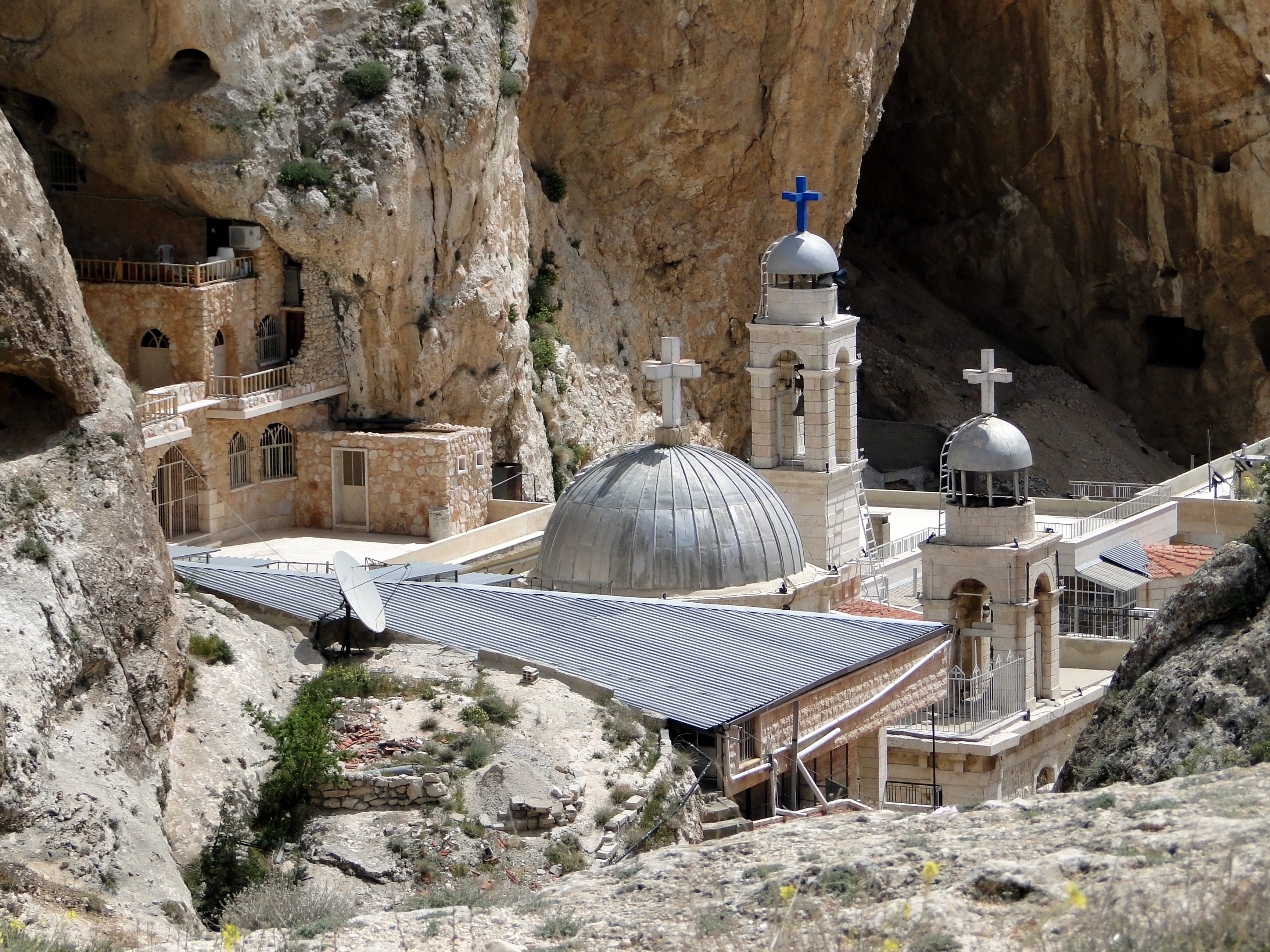
Convento de Santa Tecla em Ma'loula

Na Igreja Ortodoxa, a grande circulação dos "Atos de Paulo e Tecla" evidencia a sua veneração. Foi amplamente citada como modelo de ascetismo para as mulheres. Seu culto floresceu no Oriente em cidades como Nicomédia, Icônio e Selêucia Isáuria, enquanto que no Ocidente é evidente sua veneração a partir do século IV. No Martyrologium Hieronymianum é mencionada em diversas datas (22 de fevereiro, 25 de fevereiro, 12 de setembro, 23 de setembro e 17 de novembro), enquanto que no Martirológio de Beda é mencionada no dia 23 de setembro, data em que sua festa litúrgica é mencionada no Martirológio Romano. Na Igreja Ortodoxa sua festa é celebrada no dia 24 de setembro.
É venerada como padroeira dos agonizantes. Também é a padroeira da cidade de Tarragona, na Espanha, onde há uma grande catedral em sua homenagem. No Rio Grande do Sul, no município de Capão do Leão, existe a Paróquia de Santa Tecla, sediada em uma igreja erguida em 1901 em homenagem à santa.

## Galeria

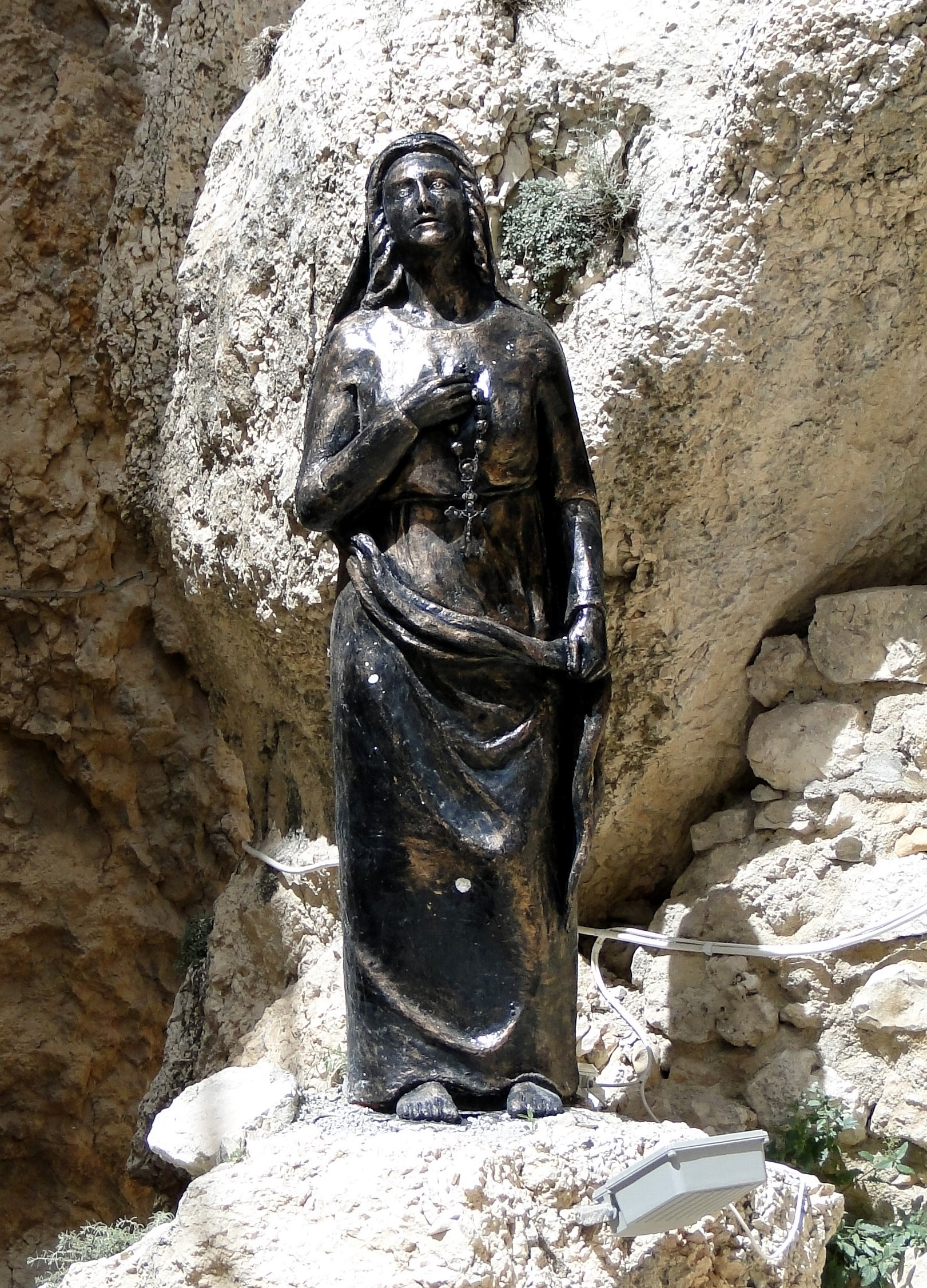
Estátua de Santa Tecla, Ma'loula.
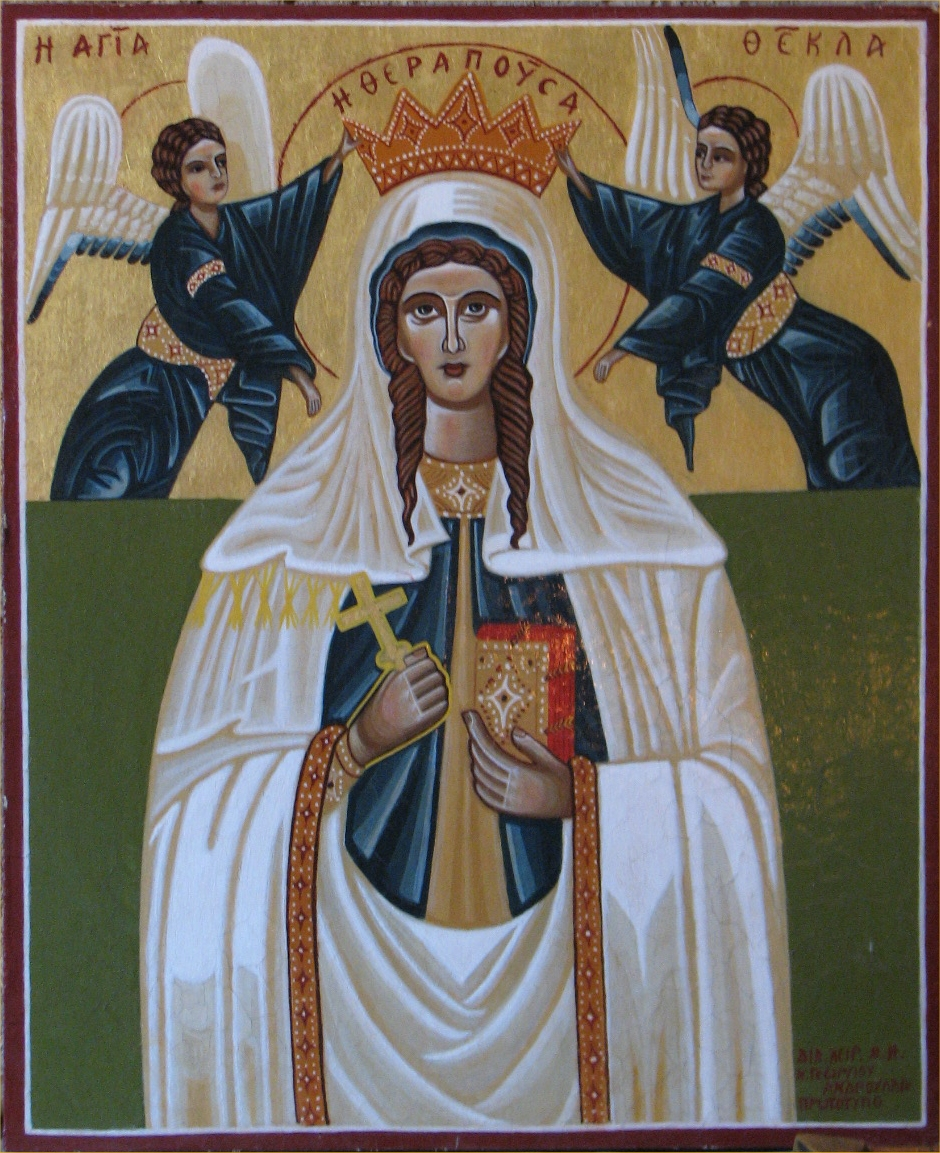
Ícone de Santa Tecla
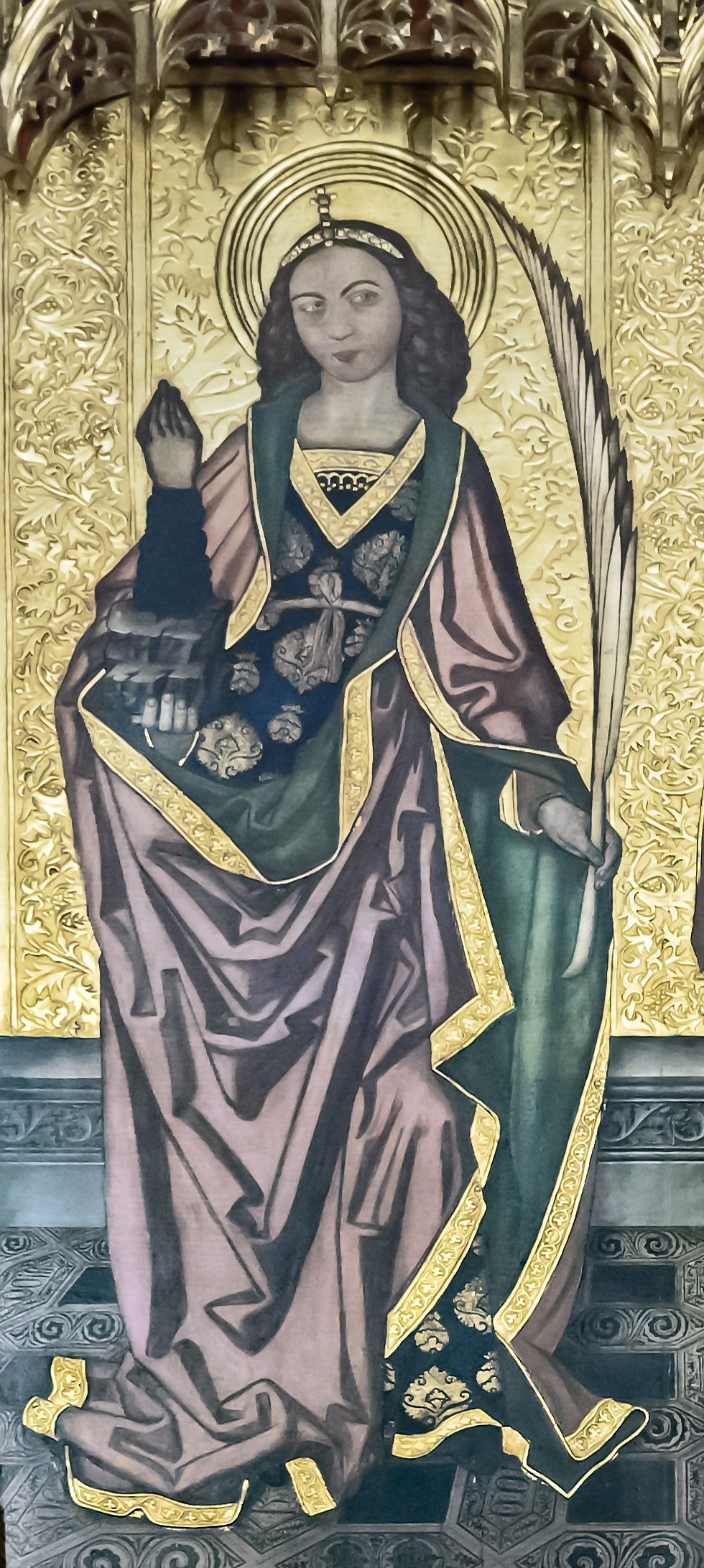
Capela de Santa Tecla na Catedral de Barcelona.
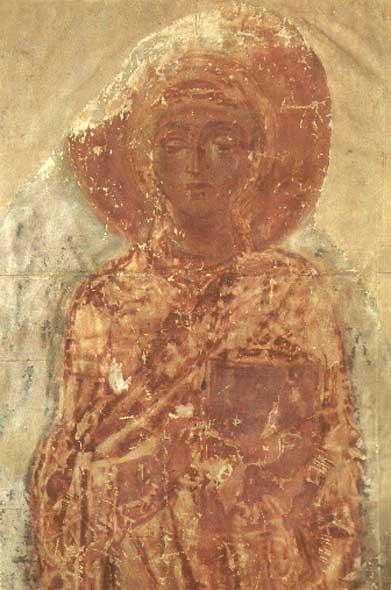
Afresco localizado na Catedral de Cristo Salvador de Moscou.
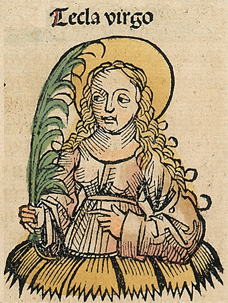
Representação encontrada na Crônica de Nuremberg.
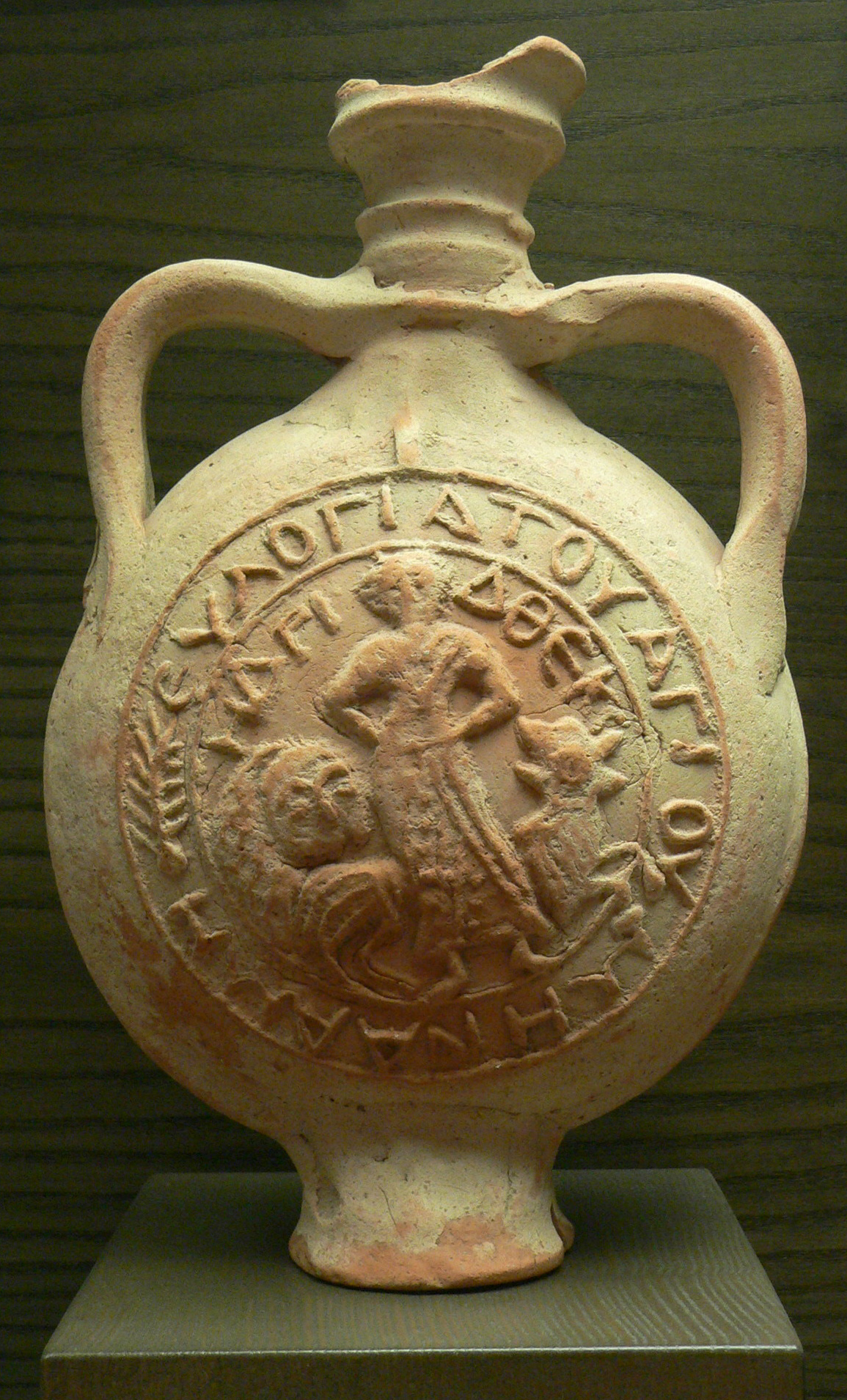
Ampulla representando Santa Tecla, século VI.
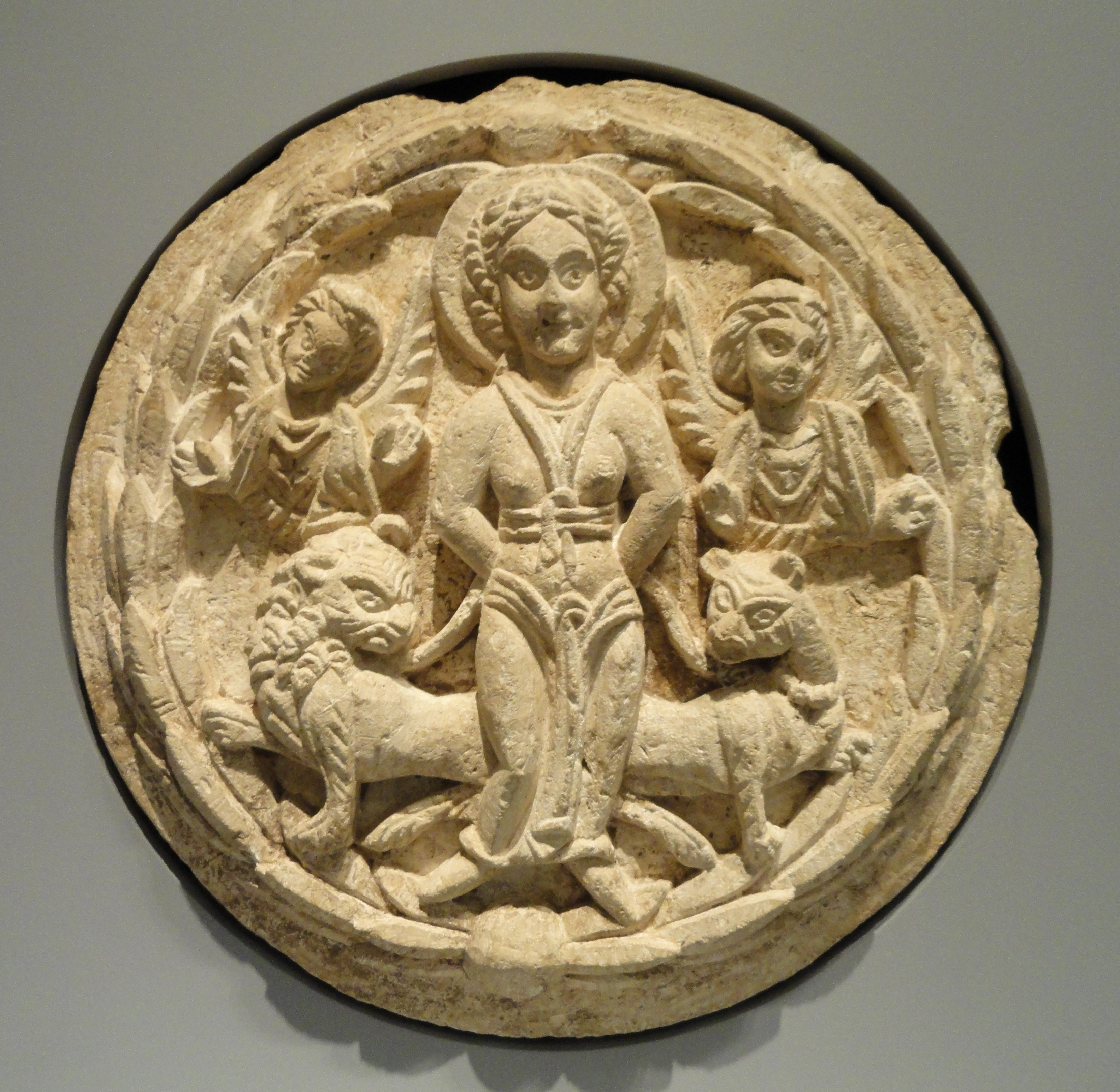
Santa Tecla e as feras, Nelson-Atkins Museum of Art, Kansas City.
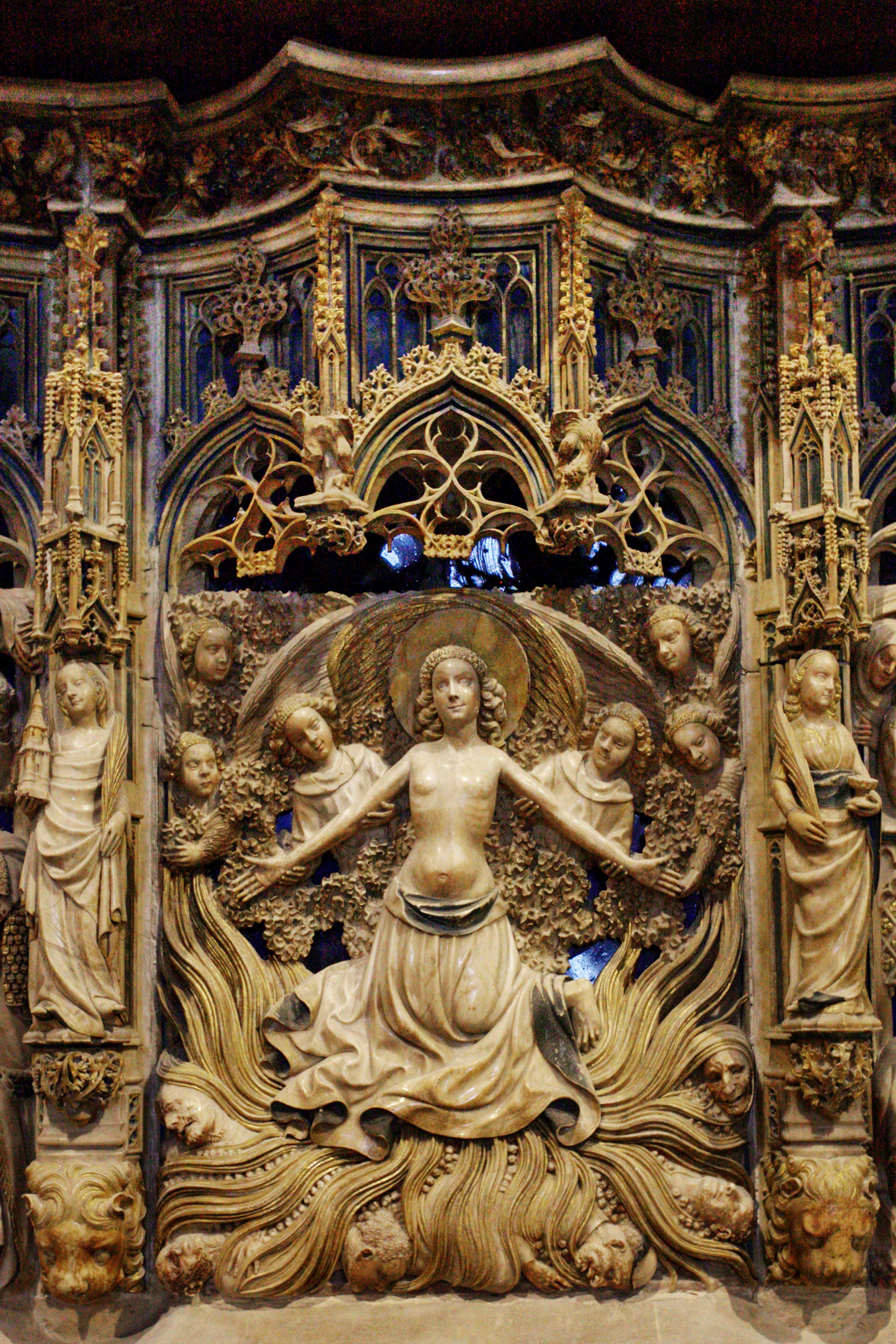
Fragmento de um retábulo gótico de Santa Tecla na catedral Tarragona por Pere Joan, 1426.